# Louis Witzell
Louis Friedrich Witzell (* 18. Oktober 1849 in Fulda; † 25. Juli 1911) war ein preußischer Generalleutnant.

## Leben
Witzell war der Sohn eines Hauptmanns. Er besuchte von Juli 1865 bis Mai 1866 das Kadettenkorps der Kurhessischen Armee in Kassel und trat nach dem verlorenen Krieg und der Annexion des Kurfürstentums am 1. Mai 1867 als Dreijährig-Freiwilliger in das Infanterie-Regiment Nr. 82 der Preußischen Armee ein. Bis Anfang März 1869 avancierte er zum Sekondeleutnant. Im Jahr darauf nahm Witzell während des Krieges gegen Frankreich zunächst an den Kämpfen bei Weißenburg teil und wurde in der Schlacht bei Wörth durch einen Schuss am linken Schienbein verwundet. Im weiteren Kriegsverlauf wirkte er in der Schlacht von Sedan, bei der Belagerung von Paris sowie dem Ausfallgefecht am Mont Mesly.
Ausgezeichnet mit dem Eisernen Kreuz II. Klasse war Witzell nach dem Friedensschluss von Ende September 1871 bis Ende September 1876 Adjutant des II. Bataillons und ab Ende Oktober 1876 Regimentsadjutant. In dieser Stellung zum Premierleutnant befördert, nahm er im August 1878 sowie in Juni/Juli 1883 an der Generalstabsübungsreise des X. Armee-Korps teil. Unter Beförderung zum Hauptmann wurde Witzell am 16. August 1883 als Chef der 4. Kompanie in das 1. Westfälische Infanterie-Regiment Nr. 13 nach Münster versetzt. Mit der Versetzung am 16. Februar 1889 in das 7. Brandenburgische Infanterie-Regiment Nr. 60 erfolgte mit einem Patent vom 18. August 1882 seine Kommandierung als Adjutant der 33. Division in Straßburg. Unter Belassung in diesem Kommando wurde er Ende Januar 1890 in das Infanterie-Regiment „von Stülpnagel“ (5. Brandenburgisches) Nr. 48 versetzt, drei Monate später davon enthoben und zum überzähligen Major befördert. Mit der Ernennung zum Kommandeur des II. Bataillons im Infanterie-Regiment Nr. 138 trat Witzell Mitte Dezember 1891 in den Truppendienst zurück. Am 4. April 1896 erfolgte seine Kommandierung nach Württemberg, um dort zunächst mit den Funktion des etatmäßigen Stabsoffiziers im Infanterie-Regiment „Kaiser Wilhelm, König von Preußen“ (2. Württembergisches) Nr. 120 beauftragt zu werden. Mit seiner Beförderung zum Oberstleutnant wurde Witzell am 20. Mai 1896 zum etatmäßigen Stabsoffizier ernannt. In dieser Eigenschaft erhielt er im Juli 1897 die Erlaubnis zur Annahme des Ritterkreuzes des Ordens der Württembergischen Krone. Unter Entbindung von seinem Kommando nach Württemberg wurde er am 25. November 1898 Oberst und Kommandeur des Infanterie-Regiments „von Manstein“ (Schleswigsches) Nr. 84. Als solcher erhielt er anlässlich des Ordensfestes im Januar 1902 den Kronen-Orden II. Klasse. Daran schloss sich ab dem 22. April 1902 eine Verwendung als Generalmajor und Kommandeur der 70. Infanterie-Brigade in Thorn an. Witzell wurde im Januar 1904 mit dem Roten Adlerorden II. Klasse mit Eichenlaub ausgezeichnet und am 22. April 1905 in Genehmigung seines Abschiedsgesuches mit der gesetzlichen Pension und unter Verleihung des Charakters als Generalleutnant Disposition gestellt.